# Tumburu
 (février 2024).
Si vous disposez d'ouvrages ou d'articles de référence ou si vous connaissez des sites web de qualité traitant du thème abordé ici, merci de compléter l'article en donnant les références utiles à sa vérifiabilité et en les liant à la section « Notes et références ».

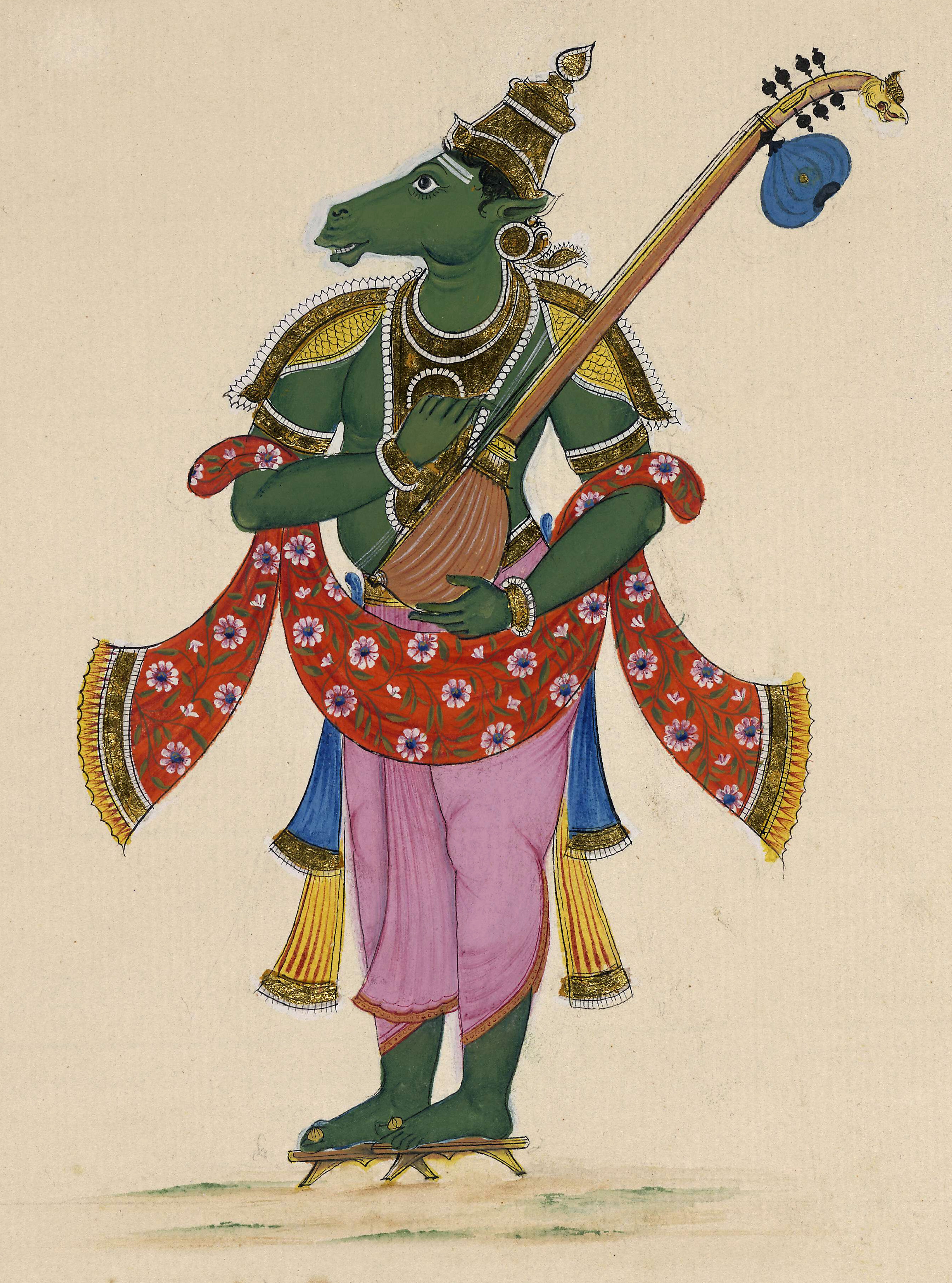
Tumburu (peinture sur papier, vers 1820).

Dans la mythologie hindoue, Tumburu (sanskrit : तुम्बुरु), également écrit Tumbaru (तुम्बरु) et Tumbara (तुम्बर) est le meilleur des Gandharva musicien céleste et il est souvent décrit comme étant également le meilleur des chanteurs. Il est écrit qu'il joue de la musique à la cour des dieux Kubera et Indra mais aussi comme chanteur de louanges au Dieu Vishnu. C'est lui qui dirige les Gandharvas pour le chant.